# Turnera foliosa
Turnera foliosa är en passionsblomsväxtart som beskrevs av Ignatz Urban. Turnera foliosa ingår i släktet Turnera och familjen passionsblomsväxter. Inga underarter finns listade i Catalogue of Life.